# Аксу (Келеський район)
Аксу́ (каз. Ақсу) — село у складі Келеського району Туркестанської області Казахстану. Входить до складу Жузумдіцького сільського округу.
До 2008 року село називалося Штабканал, в радянські часи — Канал.
Населення — (2021; 652 у 2009, 202 у 1999, 154 у 1989).